# HESO
| HESO – Herbstmesse Solothurn   | HESO – Herbstmesse Solothurn                                                                                      |
| ------------------------------ | --- |
|                                | |
| Das Wichtigste auf einen Blick | |
| Ort:                           | Rythalle Solothurn                                                                                                |
| Anzahl Aussteller:             | ca. 250 |
| Eintritt:                      | kostenlos |
| Datum 2009:                    | 18. September bis 27. September                                                                                   |
| Datum 2010:                    | 24. September bis 3. Oktober                                                                                      |
| Datum 2011:                    | 23. September bis 2. Oktober                                                                                      |
| Datum 2012:                    | 21. September bis 30. September                                                                                   |
| Datum 2013:                    | 20. September bis 29. September                                                                                   |
| Datum 2014:                    | 19. September bis 28. September                                                                                   |
| Datum 2015:                    | 18. September bis 27. September                                                                                   |
| Datum 2016:                    | 23. September bis 2. Oktober                                                                                      |
| Datum 2017:                    | 22. September bis 1. Oktober                                                                                      |
| Datum 2018:                    | 21. September bis 30. September                                                                                   |
| Datum 2019:                    | 20. September bis 29. September                                                                                   |
| Datum 2020:                    | War für den 18. bis 27. September geplant. Aufgrund der COVID-19-Pandemie wurde auf eine Durchführung verzichtet. |
| Datum 2021:                    | 24. September bis 3. Oktober                                                                                      |
| Datum 2022:                    | 23. September bis 2. Oktober                                                                                      |
| Besucheranzahl:                | ca. 110.000 Personen                                                                                              |
| Regelmäßig seit:               | 1977 |
| Website:                       | www.heso.ch |

Die HESO (kurz für Herbstmesse Solothurn) ist eine Gewerbeausstellung, die alljährlich Mitte bis Ende September in der Schweizer Stadt Solothurn stattfindet. Mit über hunderttausend Besuchern gehört sie zu den grössten Messen der Region.
Ausstellungsort ist die Rythalle Solothurn beim Baseltor, die für die HESO jeweils um zusätzliche Festzelte erweitert wird. Das Areal ist südlich auf der Chantierwiese (oberhalb des Parkhauses Baseltor) und westlich im Schanzengraben, sowie nördlich beim Soldatendenkmal grossflächig erweitert.
Da die HESO gelegentlich aufgrund des Eidgenössischen Bettag für einen Tag unterbrochen werden musste, wurde im November 2004 eine Motion lanciert, welche den Bettag von einem hohen Feiertag zu einem allgemeinen Ruhetag zurückstufen sollte und dadurch zumindest halbtäglich die Öffnung der HESO am Bettag ermöglicht hätte. In der Kantonale Volksabstimmung «Änderung des Gesetzes über die öffentlichen Ruhetage» im April 2005 stimmte das Volk jedoch gegen die Annahme der Vorlage, womit die HESO weiterhin während des Bettags geschlossen werden musste.
Nachdem am 18. Mai 2014 an der Kantonalen Volksabstimmung die Totalrevision des Gesetzes über die öffentlichen Ruhetage vom Volk angenommen wurde, konnte die HESO im Jahr 2014 erstmals ihre Tore am Bettag öffnen.

## Angebot
Mehrere hundert Aussteller bieten einen Einblick in das lokale Gewerbe. Daneben gibt es ein Rahmenprogramm mit Party-Veranstaltungen, Sportwettbewerben, Streichelzoo und anderen Angeboten. Es gibt dazu ein gastronomisches Angebot mit Restaurants, Bars und Imbissbuden. Jedes Jahr gibt es auch themenbezogene Sonderausstellungen.

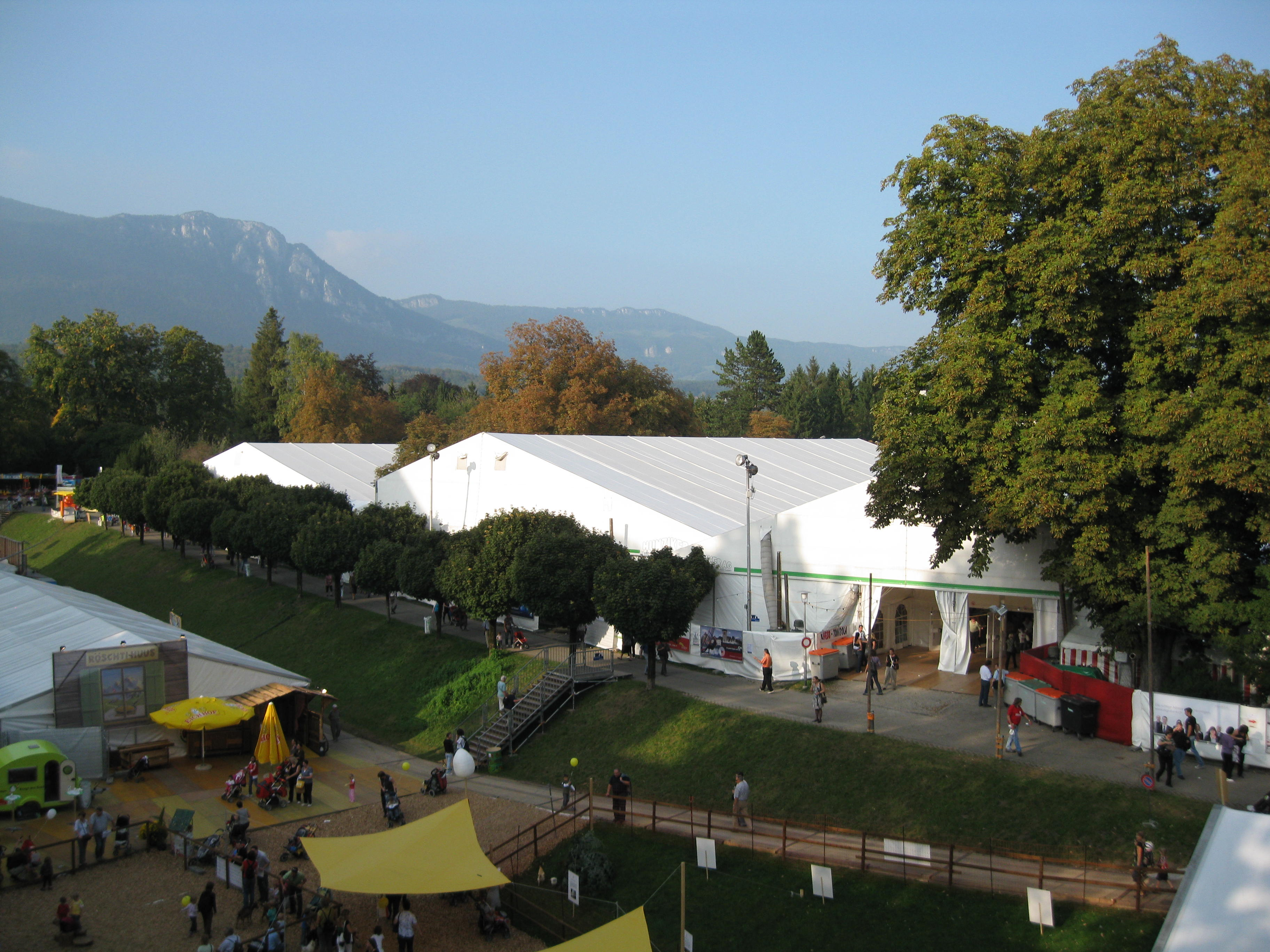
Schanzengraben Teil Nord
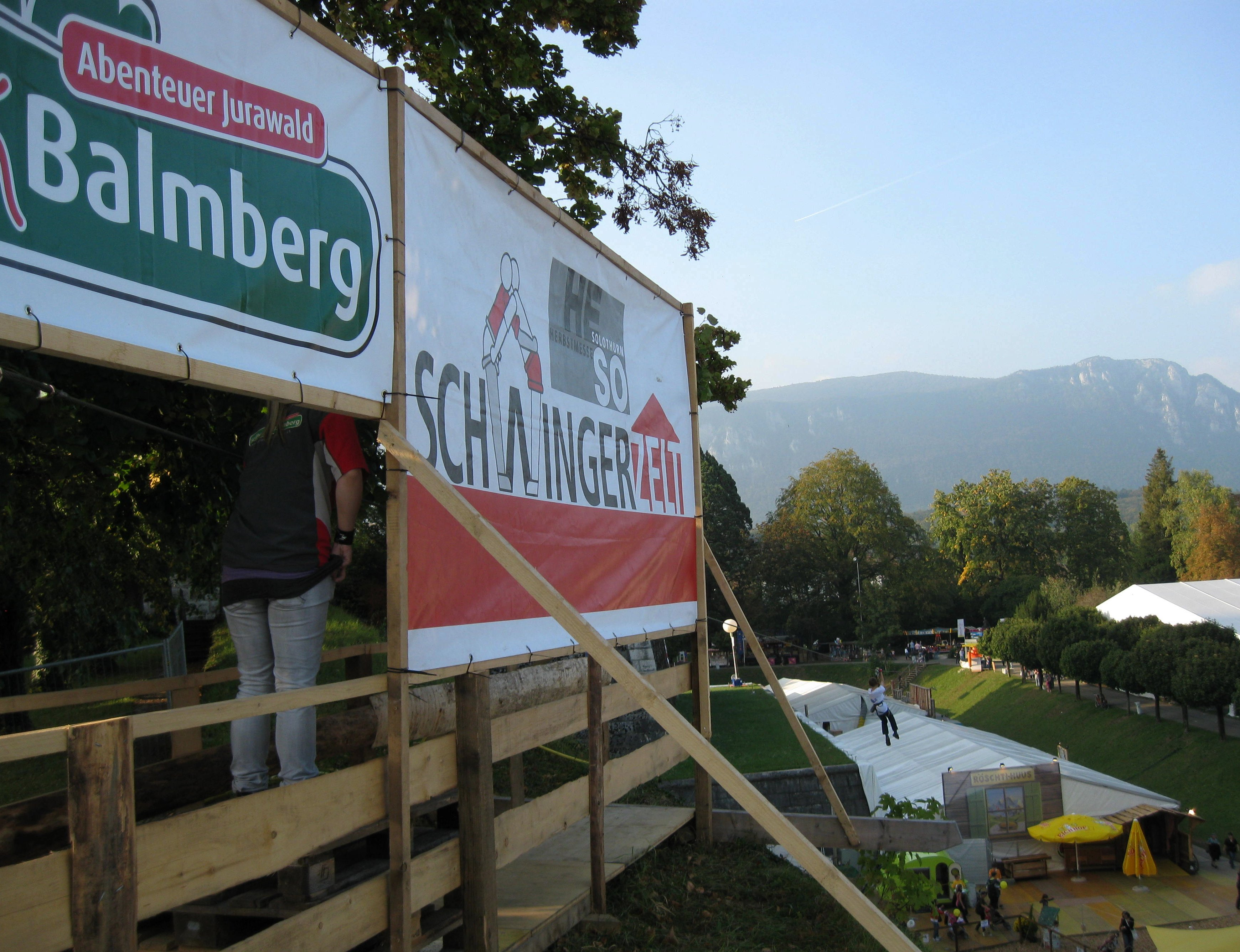
Schanzengraben mit Seilbahn
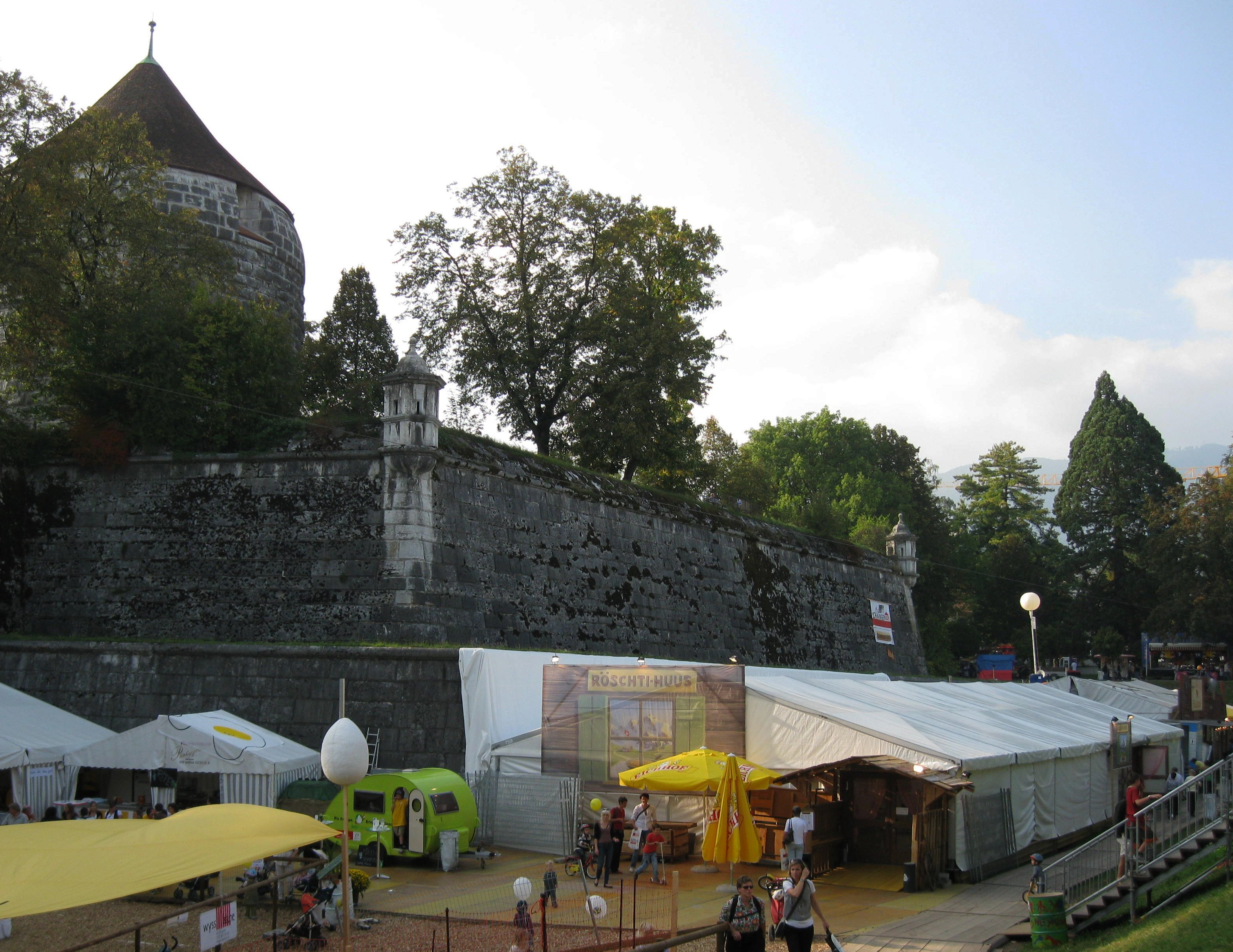
Verein Biobauern Nordwestschweiz im Schanzengraben
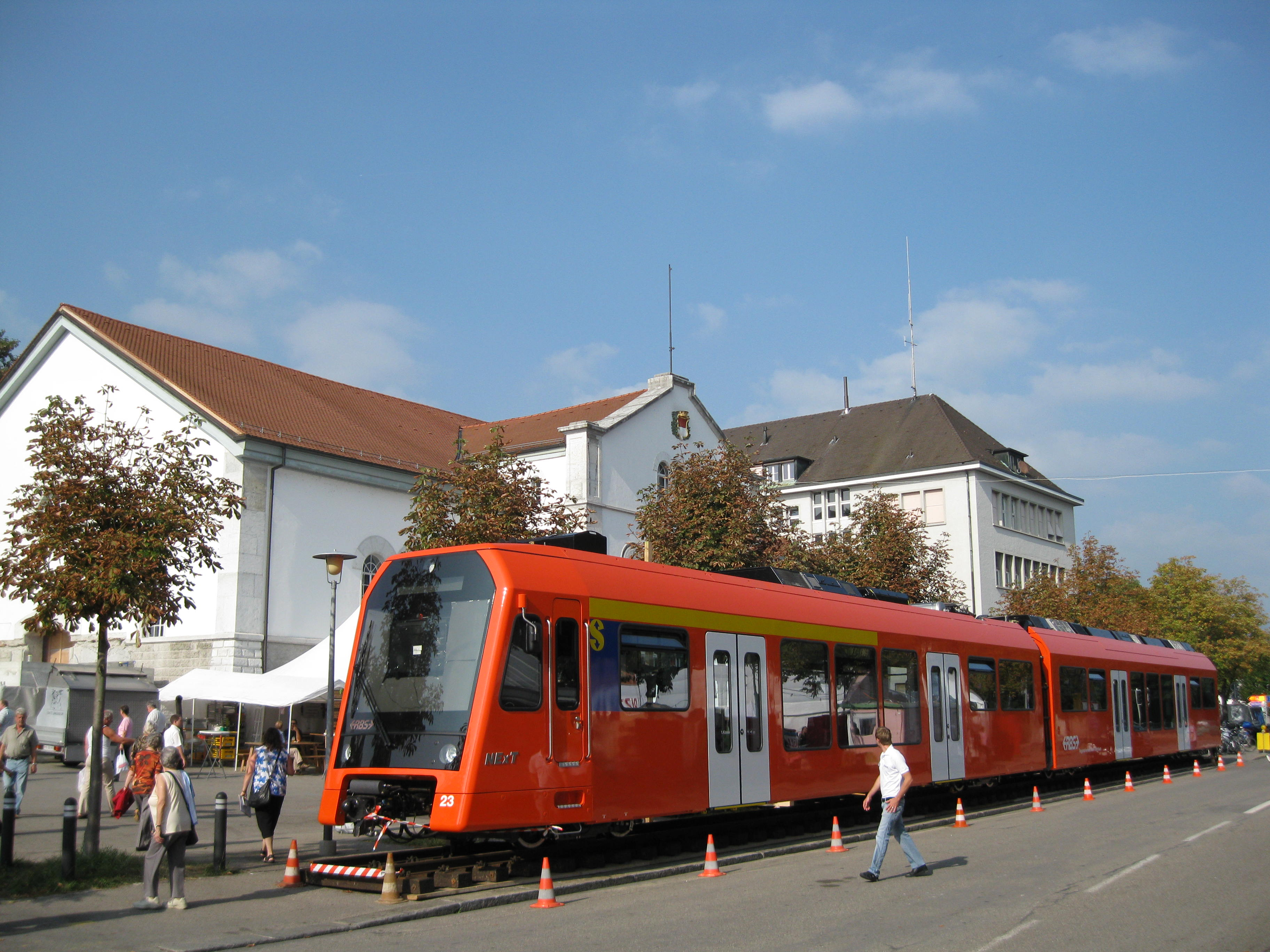
RBS-Zug Heso 2009
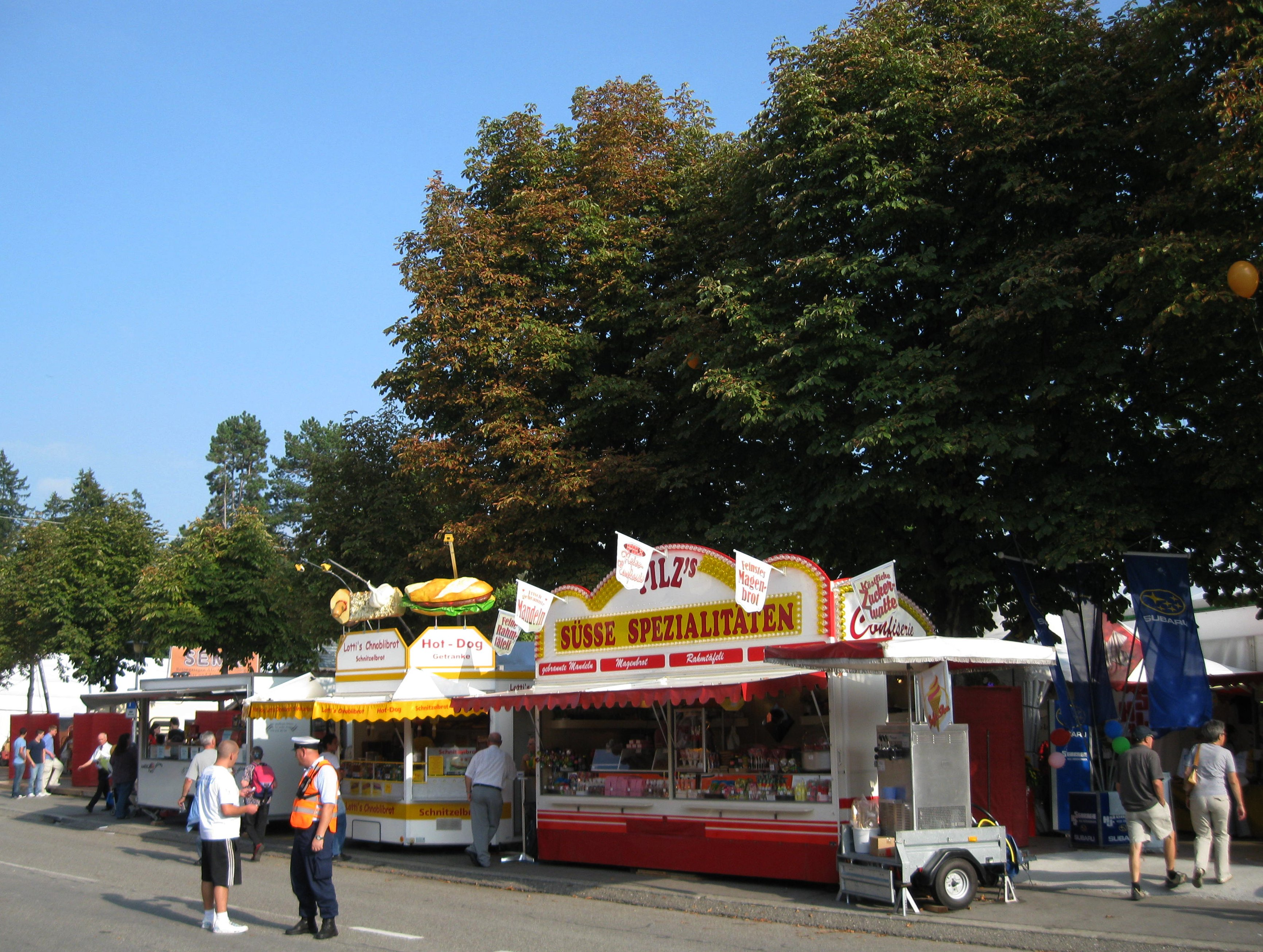
Ausstellung Südseite
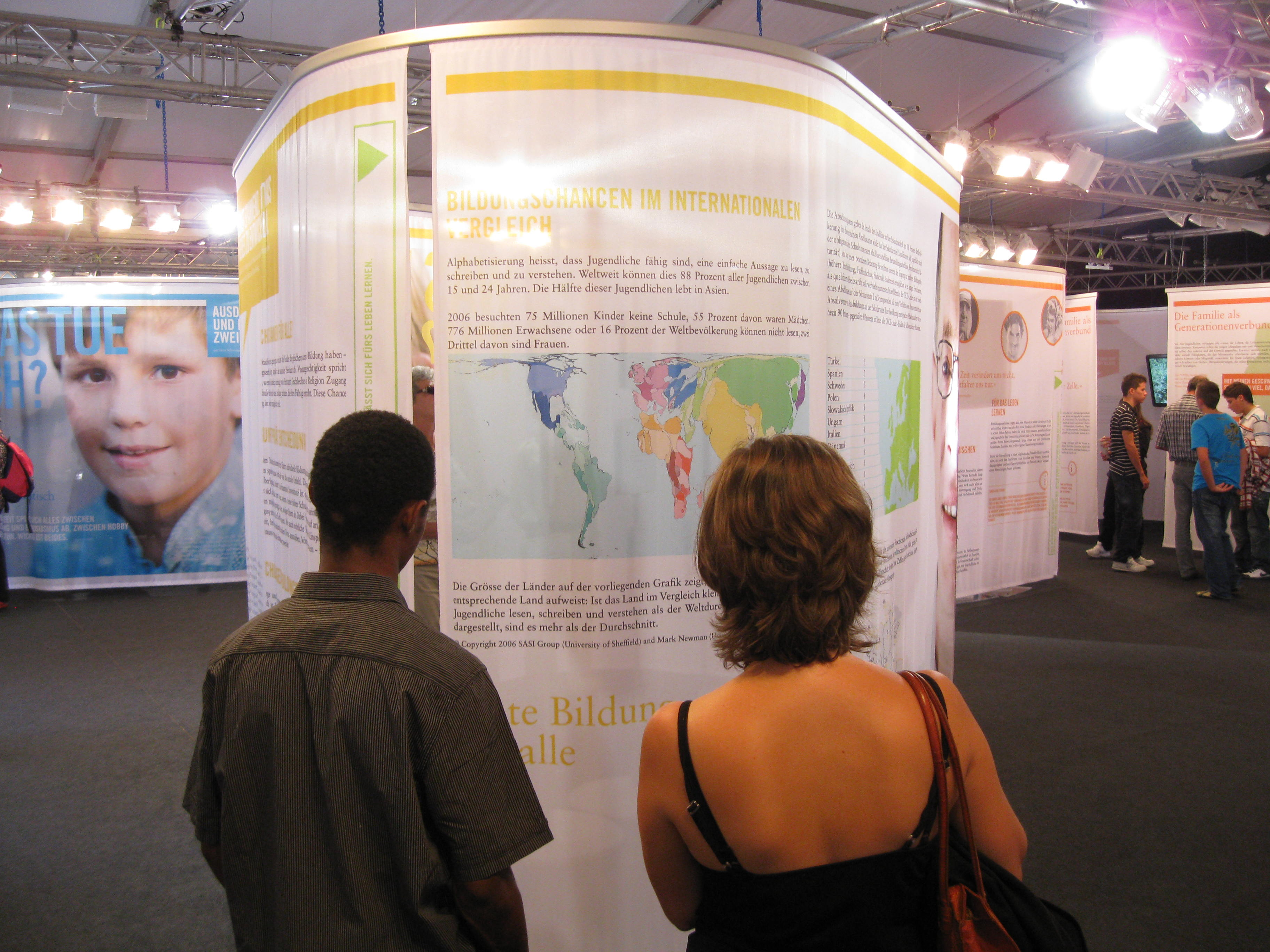
Ausstellung Jugend